# DIN-skena
DIN-skena är en metallskena av en standardtyp som används för att smidigt montera elektriska komponenter med "snäpp"-fästning. Komponenternas bredd brukar benämnas i antalet moduler, där en modul motsvarar 17,5 mm. DIN-skenor är vanligtvis tillverkade av kallvalsad kolstålplåt med en zinkpläterad eller kromaterad blank ytfinish. Även om de är metalliska, är de endast avsedda för mekaniskt stöd och används inte som en samlingsskena för att leda elektrisk ström, även om de kan ge en chassijordanslutning. DIN-skenan är vanlig i industriella elinstallationer samt fastighetsinstallationer.
DIN står för "Deutsches Institut für Normung", som betyder "Tyska institutet för standardisering". Senare antogs den som EN-standard och internationell standard IEC.  Det ursprungliga konceptet utvecklades och implementerades i Tyskland 1928 och utvecklades till nuvarande standarder på 1950-talet.

## Typer
Det finns tre vanliga typer av DIN-skenor:
- Top Hat
- C-typ
- G-typ

### Top Hat-skena IEC/EN 60715
Denna 35 mm skena är den vanligaste typen av DIN-skena som används främst i industriella elinstallationer. EN 60715-standarden specificerar två olika versioner, en 7,5 mm djup som ovan samt en 15 mm-version
- Top Hat-skena EN 60715 – 35 × 7.5
- Top Hat-skena EN 60715 – 35 × 15

Vissa tillverkares kataloger använder också termerna: Top Hat-sektion / TH / TH35 (för 35 mm bred) / Typ O / Typ Omega (Ω).
Skenan är känd som TS35-skenan i USA.

#### Modulbredd
Bredden på enheter som är monterade på en 35 mm "Top hat" DIN-skena använder vanligtvis "moduler" som en breddenhet, en modul är 18 mm bred. Till exempel kan en liten enhet (till exempel en strömbrytare) ha en bredd på 1 modul (18 mm bred), medan en större enhet kan ha en bredd på 4 moduler (4 × 18 mm = 72 mm). Även utrustningskapslingar följer dessa modulbredder, så en kapsling med DIN-skena kan ha plats för exempelvis 20 moduler. Alla enheter följer inte dessa modulbredder.
Modulbredder förkortas vanligtvis som "M" (till exempel 4M = 4 moduler). Vissa tillverkare (som Mean Well) använder "SU" (står troligen för "standardenhet", till exempel 4SU = 4 moduler).

### C-sektion
Dessa skenor är symmetriska inom de toleranser som anges och refereras till av normen EN 50024 (upphävd). Det finns fyra populära C-sektionsskenor, C20, C30, C40 och C50. Siffersuffixet motsvarar skenans totala vertikala höjd.

### G-sektion

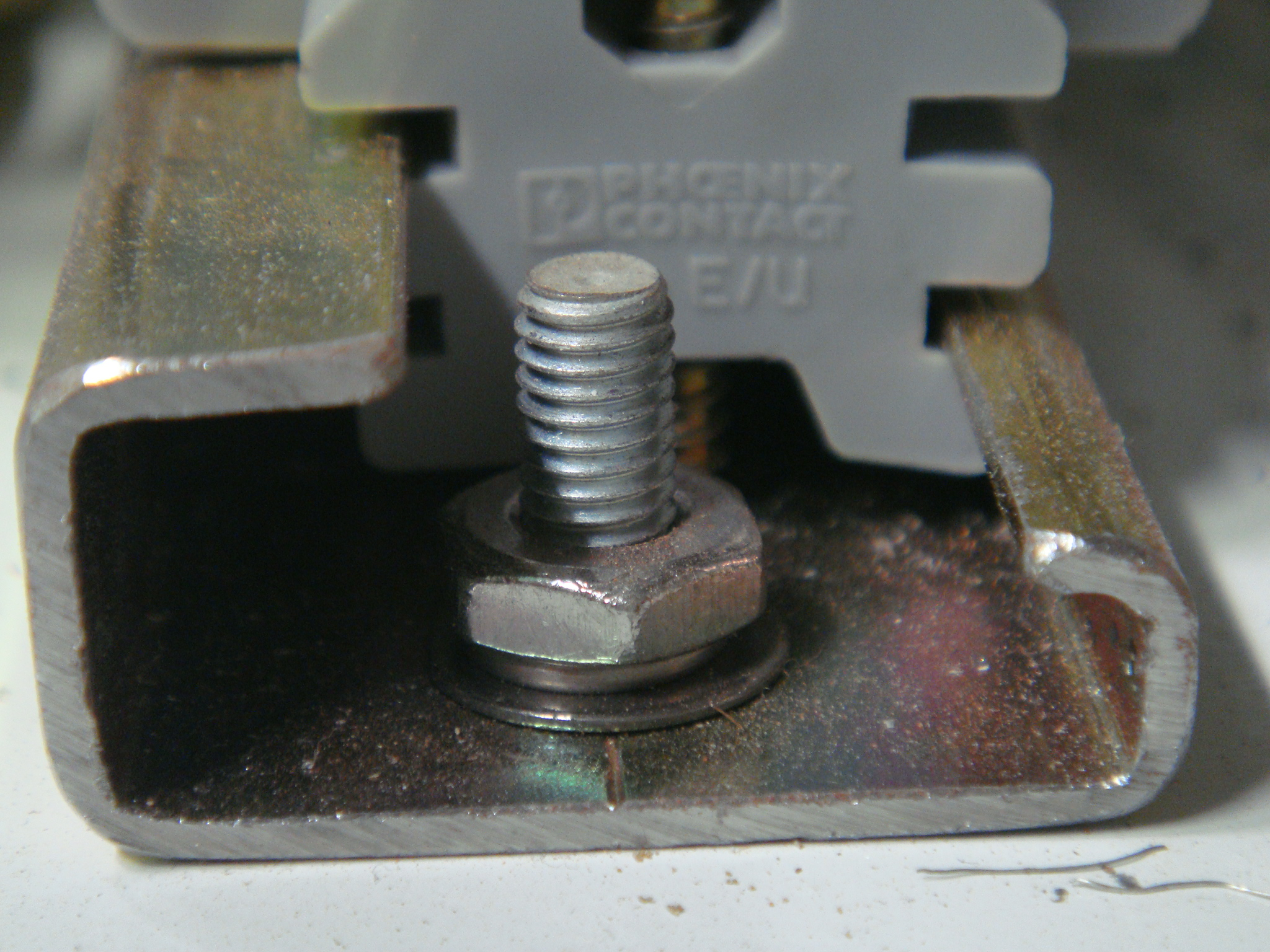
Tvärsnittsvy av en DIN-skena av G-typ, med elektrisk utrustning monterad på den

G-skena (enligt EN 50035 (upphävd), BS 5825, DIN 46277-1). 
G-skena används vanligtvis för att hålla tyngre komponenter med högre effekt. Den monteras med den djupare sidan i botten och utrustningen hakas över läppen och roteras sedan tills den klämmer fast i den grundare sidan.  

## Andra
Förutom den populära 35 mm × 7,5 mm Top Hat-skenan (EN 50022, BS 5584, DIN 46277-3) har flera mindre använda typer av monteringsskenor också standardiserats:
- Miniatyrhattskena, 15 mm × 5,5 mm (EN 50045, BS 6273, DIN 46277-2);
- 75 mm bred Top Hat-skena (EN 50023, BS 5585);

## Relaterad utrustning
- Europeisk standard EN 50022: Specifikation för lågspänningsställverk och manöverdon för industriellt bruk. Monteringsskenor. Top Hat-skenor 35 mm breda för snäppmontering av utrustning. (tidigare: tysk standard DIN 46277, brittisk standard BS 5584)
- IEC International Standard 60715 : Mått på lågspänningsställverk och manöverdon. Standardiserad montering på skenor för mekaniskt stöd av elektriska apparater i ställverk och driftdonsinstallationer.
- Australian Standard AS 2756.1997: Lågspänningsställverk och kontrollutrustning - Monteringsskenor för mekaniskt stöd av elektrisk utrustning.